# U-263
U-263 — средняя немецкая подводная лодка типа VIIC времён Второй мировой войны.

## История
Заказ на постройку субмарины был отдан 15 августа 1940 года. Лодка была заложена 8 июня 1941 года на верфи Бремен-Вулкан под строительным номером 28, спущена на воду 18 марта 1942 года. Лодка вошла в строй 6 мая 1942 года под командованием капитан-лейтенанта (впоследствии — корветтенкапитана) Курта Нёльке.

### Флотилии
- 6 мая — 31 октября 1942 года — 8-я флотилия (учебная)
- 1 ноября 1942 года — 20 января 1944 года — 1-я флотилия

### История службы
Лодка совершила 2 боевых похода, потопила 2 судна суммарным водоизмещением 12 376 брт. Затонула 20 января 1944 года в Бискайском заливе у Ла-Рошели, Франция, в районе с координатами 46°06′ с. ш. 01°36′ з. д. во время глубоководных испытаний. 51 погибших (весь экипаж).

### Атаки на лодку
- 20 ноября 1942 года в ходе атаки двух транспортов лодка была атакована эскортными кораблями. Было сброшено 119 глубинных бомб. Для исправления полученных повреждений U-263 начала возвращение на базу.
- 24 ноября 1942 года, через четыре дня после предыдущей атаки, на лодку сбросил четыре глубинных бомбы британский «Хадсон». U-263 получила новые серьёзные повреждения, потеряла возможность погружаться.
- 26 ноября 1942 года ковыляющая домой U-263 подверглась атаке вражеской подлодки, однако обе выпущенные торпеды прошли мимо. 29 ноября корабль достиг Франции, последовавший ремонт продолжался 13 месяцев.